# 가르데니에역
가르데니에(이탈리아어: Gardenie) 역은 로마 지하철 C선의 역이다. 로마 시내 프레스티노첸토첼레 구의 서쪽 끝에 위치한 가르데니에 광장에 자리해 있다.

## 역사
2007년부터 로마-판타노 선의 종점 구간을 로마 지하철 C선으로 편입시키기 위한 전환 공사를 위해 폐쇄되었으며, 2015년 1월에 공사가 마무리되었다. 이후 2015년 6월 29일에 문을 열었다.

## 역 시설
가르데니에 역에는 출구가 총 세 개가 있다. 그 중 가르데니에 광장으로 두 개, 프리마베라 대로로 한 개가 나 있다.
- 매표기

## 환승
가르데니에 역 앞의 버스 정류장에는 여러 가지 노선이 운행되며, 200m 떨어진 곳에는 트램 정거장이 있어 5번과 19번 트램을 이용할 수 있다.
- 트램 정거장 (Gerani, 5번, 19번)
- 버스 정류장 (ATAC 운영 노선)